# Yasuharu Sorimachi
Yasuharu Sorimachi (jap. 反町康治 Sorimachi Yasuharu; ur. 8 marca 1964 w Saitamie) – japoński piłkarz i tener piłkarski reprezentant kraju. Selekcjoner reprezentacji Japonii na Igrzyskach Olimpijskich 2008.

## Kariera klubowa
Od 1987 do 1993 występował w klubie Yokohama Flügels, a następnie do 1997 w Bellmare Hiratsuka.

## Kariera reprezentacyjna
W latach 1990–1991 wystąpił w 4 spotkaniach reprezentacji.

## Statystyki
| Reprezentacja Japonii | Reprezentacja Japonii | Reprezentacja Japonii |
| Rok                   | Mecze                 | Gole                  |
| --------------------- | --------------------- | --------------------- |
| 1990                  | 2                     | 0                     |
| 1991                  | 2                     | 0                     |
| Razem                 | 4                     | 0                     |

## Osiągnięcia
- Puchar Cesarza: 1993, 1994